# Кето і Коте (фільм)
«Кето і Коте» (груз. «ქეთო და კოტე») — грузинський радянський художній фільм радянських кінорежисерів Вахтанга Табліашвілі і Шалви Гедеванішвілі за мотивами класичної грузинської п'єси Авксентія Цагарелі «Ханума».

## Сюжет
Багатий тифліський купець мріє поріднитися з аристократією і збирається для цього видати свою дочку за старого князя, який розорився. Дівчина у відчаї — вона любить молодого поета, племінника князя. За допомогою друзів і свахи Хануми молодим закоханим вдається перехитрити старих і добитися свого щастя.

## Актори
- Медея Джапарідзе — Кето
- Бату Кравейшвілі — Коте
- Тамара Чавчавадзе — Ханума
- Мері Давіташвілі — Кабато
- Шалва Гамбашидзе — Макарі
- Петро Аміранашвілі — Леван
- Тамара Цицішвілі — Ніно
- Васо Годзіашвілі — Сіко
- Георгій Шавгулідзе — Ніко
- Цецилія Цуцунава — перша принцеса
- Веріко Анджапарідзе — друга принцеса
- Сесіль Такаішвілі — третя принцеса
- Елізабед Черкезішвілі — бабуся Кето
- Олександр Жоржоліані — Beshqeni
- Акакій Кванталіані — Бондо
- Георгій Геловані — Торніке
- Зураб Лежава — Луарсабі
- Лейла Абашидзе — дівчина з квітами
- Цаца Аміреджибі
- М. Деданішвілі
- Валеріян Долідзе
- М. Гегечкорі
- Л. Казаішвілі
- Андро Кобаладзе
- Отар Коберідзе
- Д. Кутателадзе
- Коте Махарадзе
- Едішер Закаріадзе
- М. Мгеладзе — Karachogeli
- Петре Морський
- В. Піртсхалава
- Іраклі Квокрашвілі — Karachogeli
- Г. Корідзе
- Ніно Рамішвілі
- Іліко Сухішвілі
- Джордж Татішвілі — Karachogeli
- Олександра Тоїдзе — танцюристка
- Г. Толордава
- Яків Трипольський
- Нато Вачнадзе — танцюристка в останній сцені
- Серго Закаріадзе
- Едішер Магалашвілі — друг Коте